# 199 Byblis
Byblis (asteroide 199) é um asteroide da cintura principal, a 2,6325416 UA. Possui uma excentricidade de 0,17171303 e um período orbital de 2 069,58 dias (5,67 anos).
Byblis tem uma velocidade orbital média de 16,7068871 km/s e uma inclinação de 15,43191901º.
Esse asteroide foi descoberto em 9 de Julho de 1879 por Christian Peters.
Este asteroide recebeu este nome em homenagem à personagem Biblis da mitologia grega.